# NABP1
NABP1 (англ. Nucleic acid binding protein 1) – білок, який кодується однойменним геном, розташованим у людей на короткому плечі 2-ї хромосоми.  Довжина поліпептидного ланцюга білка становить 204 амінокислот, а молекулярна маса — 22 423.
| 10         |  | 20         |  | 30         |  | 40         |  | 50         |
| ---------- |  | ---------- |  | ---------- |  | ---------- |  | ---------- |
| MNRVNDPLIF |  | IRDIKPGLKN |  | LNVVFIVLEI |  | GRVTKTKDGH |  | EVRSCKVADK |
| TGSITISVWD |  | EIGGLIQPGD |  | IIRLTRGYAS |  | MWKGCLTLYT |  | GRGGELQKIG |
| EFCMVYSEVP |  | NFSEPNPDYR |  | GQQNKGAQSE |  | QKNNSMNSNM |  | GTGTFGPVGN |
| GVHTGPESRE |  | HQFSHAGRSN |  | GRGLINPQLQ |  | GTASNQTVMT |  | TISNGRDPRR |
| AFKR       |  |            |  |            |  |            |  |            |

A: Аланін

C: Цистеїн

D: Аспарагінова кислота

E: Глутамінова кислота

F: Фенілаланін

G: Гліцин

H: Гістидин

I: Ізолейцин

K: Лізин

L: Лейцин

M: Метіонін

N: Аспарагін

P: Пролін

Q: Глутамін

R: Аргінін

S: Серин

T: Треонін

V: Валін

W: Триптофан

Задіяний у таких біологічних процесах як пошкодження ДНК, репарація ДНК, поліморфізм, альтернативний сплайсинг. 
Білок має сайт для зв'язування з ДНК. 
Локалізований у ядрі.